# Владимир Александрович
Велики кнез Владимир Александрович (10./22. април 1847 - 4./17. фебруар 1909) трећи је син императора Александра II и његове супруге царице Марије Александровне, члан Државног савета (1872), сенатор (1868), генерал-ађутант (1872), Генерал пјешадије (1880) и млађи брат Александра III.

## Галерија
- Владимирова палата